# Josef Černý (pedagog)
Josef Vincenc Černý (22. ledna 1843 Loukov – 29. listopadu 1906 Roudnice nad Labem) byl český klasický filolog, pedagog a překladatel.

## Život
Narodil se v početné rodině kovářského mistra Jana Černého v Loukově 25, vystudoval piaristické gymnázium v Mladé Boleslavi a v Hradci Králové a klasické jazyky na Filozofické fakultě UK v Praze. Roku 1868 byl jmenován profesorem na gymnáziu v Rychnově nad Kněžnou a od roku 1876 v Hradci Králové. Roku 1887 byl jmenován okresním školním inspektorem a později ředitelem gymnázia v Roudnici nad Labem (1889–1903), kde také zemřel.
Josef Černý byl otcem šesti dětí, z nichž tři dcery se dožily dospělého věku.
Dcera Johanna (1873–1931) se provdala v r. 1896 v Roudnici nad Labem za velkostatkáře a obchodníka Jaroslava Koseho (1873–1940). Jejich syn JUDr. Jaroslav Kose (1897–1942, popraven nacisty v Brně) byl generálním tajemníkem Českého exportního ústavu a předsedou Československo-americké obchodní komory a manželem zakladatelky českého dívčího skautského hnutí Vlasty Koseové, roz. Štěpánové (1895–1973).
Dcera Anna (1875–1928), později spisovatelka, se provdala v r. 1897 v Roudnici nad Labem za středoškolského profesora PhDr. Jiřího Gutha Jarkovského (1861–1943), pozdějšího předsedu Českého (1899–1918) a Československého olympijského výboru (1919–1929), ceremoniáře Kanceláře prezidenta Československé republiky (1919–1925) a spisovatele.
Dcera Karolina (1877–1931) se provdala v r. 1903 za středoškolského profesora gymnázia v Roudnici nad Labem PhDr. Františka Sokola (1867–1923), pozdějšího ředitele gymnázia v Náchodě (1912–1923). Jejich syn prof. arch. Jan Sokol (1904–1987) byl profesorem Vysoké školy umělecko-průmyslové v Praze (1936–1953) a jejím rektorem v letech 1942–1945 a otcem profesora Univerzity Karlovy PhDr. Jana Sokola, CSc., Ph.D. (1936-2021), ministra školství ČR (1998).

## Dílo
Vydal překlad vybraných básní Q. Horatia Flakka (1882) a o rok později s J. Karlíkem upravené vydání J. A. Komenského »Orbis pictus« (1883). Další vydání z roku 1896 ještě rozšířil o francouzský jazyk. Roku 1894 vydal knížku o lidové etymologii v češtině. Kromě toho psal články o původu řeči, o národních pohádkách aj.